# 製番管理
製番管理（せいばんかんり）とは、生産管理手法の一つである。製品の製造単位（製造ロット）に生産活動に必要な仕事を「製番」と呼ぶ管理番号で束ねることを目的としている管理方式の一つである。他にMRP、トヨタ方式、その他がある。

## 製番で束ねる情報
「製番」で束ねる情報とは、下記の情報が紐付で管理される。（紐付管理）
- 購買業務

　　何を製造するために購入された物かを明確にする。
- 作業時間集計

　　何を製造するために消費した作業時間かを明確にする。
- 半製品

　　何を製造するために製造されたかを明確にする。
- 実際原価

　　製造された最終製品（商品）の実際原価を集計する単位とする。

## 生産管理方式の選択
生産管理方式は、原価計算方式と密接な関係が考えられる。製造するロット（1回の生産単位）に対して原価を捕らえて管理する方法（個別原価計算）とある一定期間に生産された製品に対して原価費目を集計して製品毎に原価を管理する方法（総合原価計算）が存在するが、一般的に前者は「製番管理方式」、後者は「MRP方式」を採用している。